# Nora Krug
Nora Krug   (Karlsruhe, 1977) és una il·lustradora alemanya resident a Nova York, autora del còmic autobiogràfic Heimat,
en el qual fa un recorregut pel segle XX a través de la seua família a Alemanya,
amb l'èmfasi en les conseqüències de la Segona Guerra Mundial i el sentiment o l'absència de culpa.
Escrit i publicat originàriament en anglés amb el títol Belonging: A German Reckons with History and Home («Pertanyença: una alemanya trau comptes amb la història i la llar», el llibre és un quadern de retalls il·lustrat i manuscrit que guanyà el premi a la millor autobiografia del National Book Critic Circle el 2019, i en el qual combina records d'infància i peces de la cultura alemanya contemporània amb històries i fotos alienes, algunes del diari d'un parent nazi, al voltant del qual fins llavors la família havia mantingut un silenci. Malgrat l'aparença de collage, la successió de continguts és intencionada i no busca una conclusió al final, sinó que fa recompte dels fets que va descobrint l'autora.
Encara que el gros del llibre està il·lustrat a color amb aquarel·la, la combinació de pedaços, cites i pàgines només amb text manuscrit o amb historietes dificulta la seua adscripció al diari il·lustrat o la novel·la gràfica, o més aïna eixampla la definició d'ambdós gèneres.